# 沙利文穹丘
沙利文穹丘（英語：Sullivan Knoll）是南極洲的穹丘，位於奧次地，處於馬蒂冰原島峰和拉文斯山脈之間，屬於不列顛嶺的一部分，現時由南極條約體系管理。